# Мулівці
Мулівці — колишній об'єкт природно-заповідного фонду Івано-Франківської області, ботанічна пам'ятка природи місцевого значення.
Була оголошена рішенням Івано-Франківської обласної ради 15.07.1993 року (Богородчанський район, Межирікське лісництво, Солотвинський державний лісгосп). Площа — 5,5 га.
Рішенням Івано-Франківської обласної ради № 350-10 від 12.03.2004 пам'ятка була скасована.
Скасування статусу відбулось по причині того, що з рослинного покриву пам'ятки зник підсніжник звичайний. Зазначена підстава скасування не має врегульованого у законодавстві обґрунтування[джерело?].